# Tayac
Tayac ist eine französische Gemeinde mit 159 Einwohnern (Stand 2008) im Département Gironde in der Region Nouvelle-Aquitaine.
In Tayac wurde der gallische (etwa 110 v. Chr.) Schatz von Tayac gefunden.

## Geographie
Tayac liegt südlich der Isle, etwa 20 Kilometer östlich von Libourne.

## Bevölkerungsentwicklung
| Jahr                       | 1962 | 1968 | 1975 | 1982 | 1990 | 1999 | 2006 | 2018 |
| Einwohner                  | 153  | 141  | 141  | 140  | 133  | 131  | 157  | 133  |
| Quellen: Cassini und INSEE |      |      |      |      |      |      |      |      |

## Sehenswürdigkeiten
- Kirche Notre-Dame

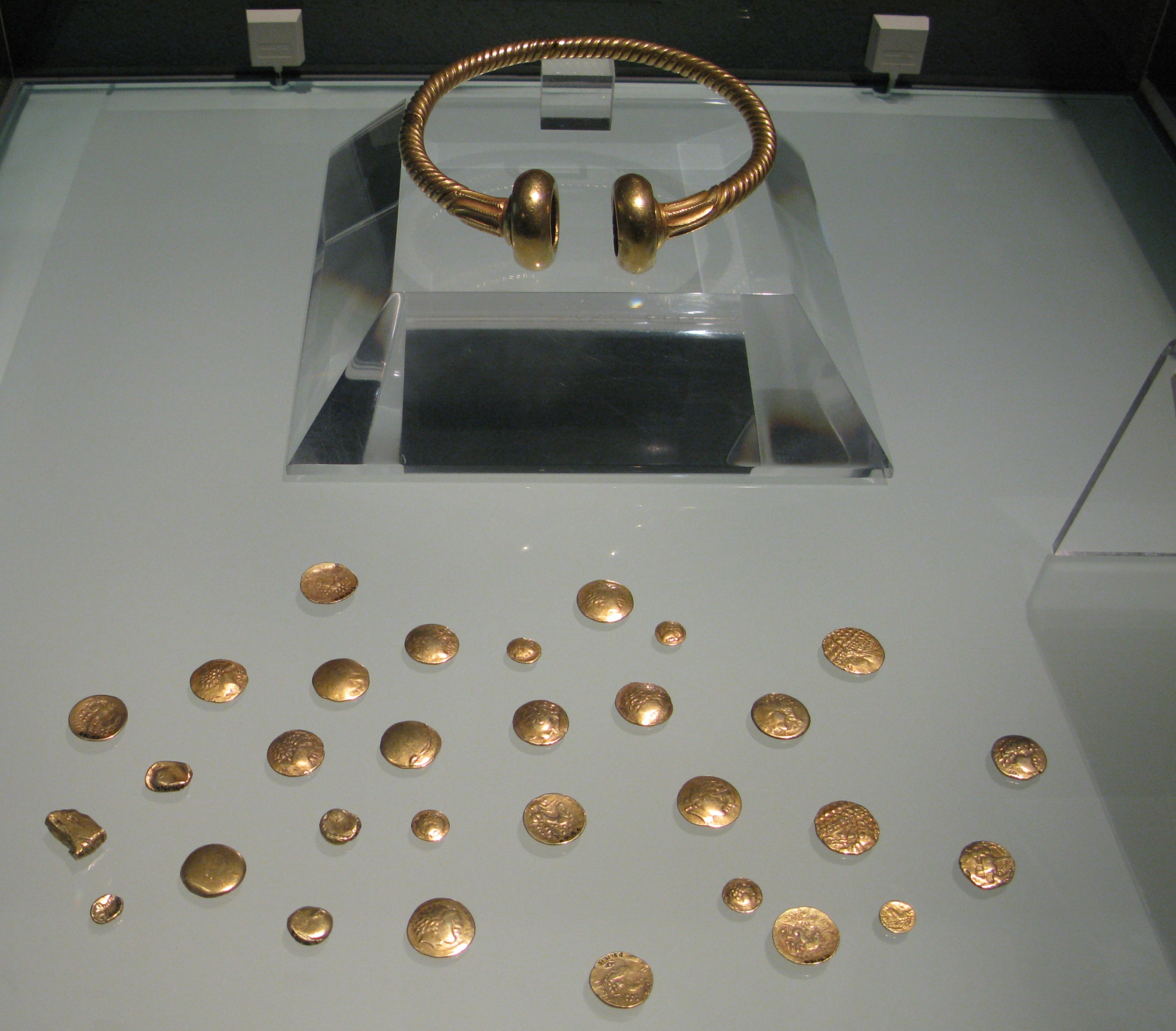
Schatz von Tayac

Siehe auch: Liste der Monuments historiques in Tayac